# Toyota ProAce
Toyota Proace/Verso — лёгкий грузовой автомобиль, производящийся японской компанией Toyota. Первое поколение которого было создано на базе Peugeot Expert, Citroën Jumpy, и Fiat Scudo. Серийно производится на заводе Sevel Nord PSA в французском городе Валансьен.

## Первое поколение

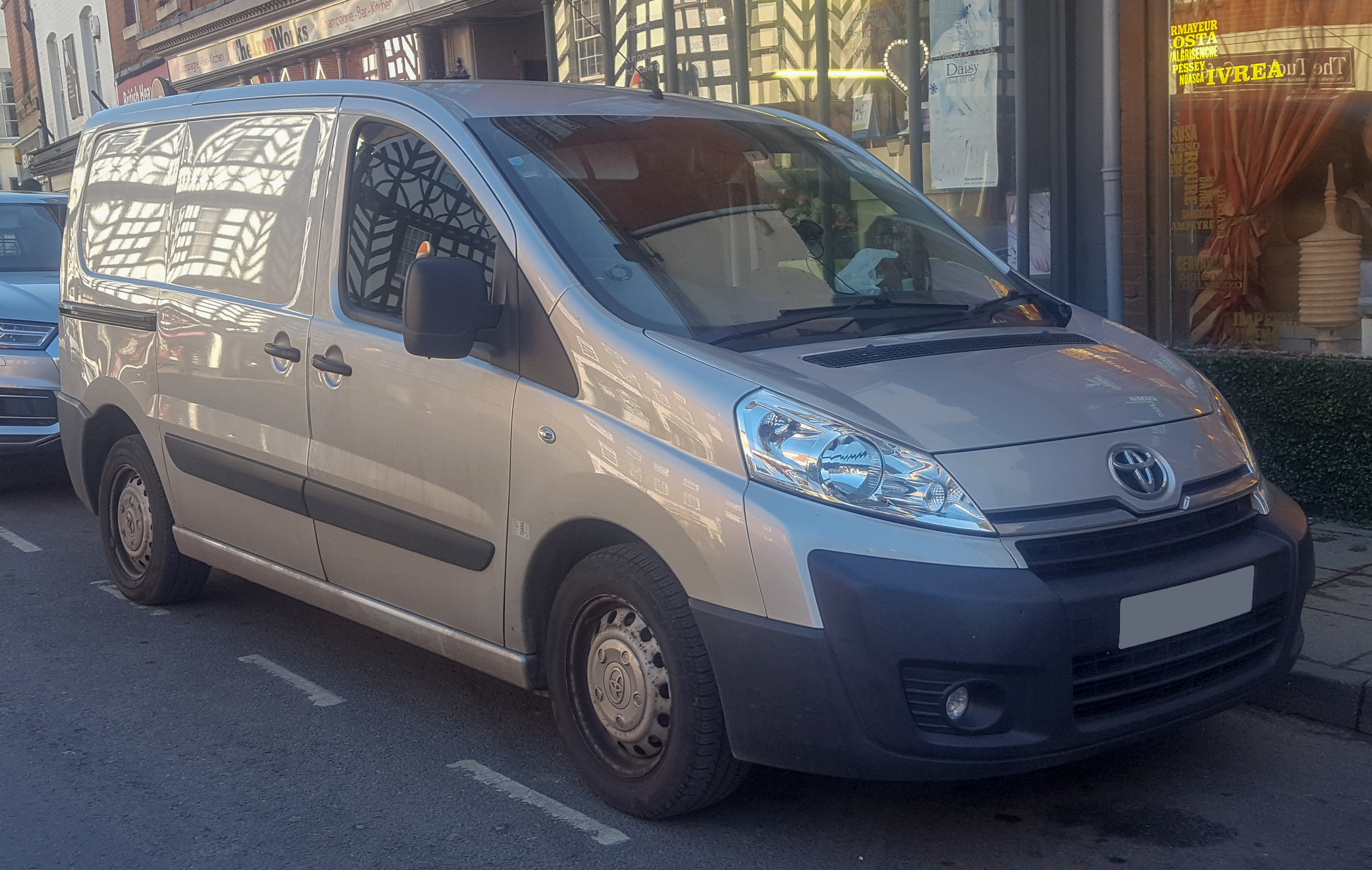
Первое поколение (2013—2016)

Toyota заключила договор с Groupe PSA и Fiat о совместном производстве коммерческих фургонов. Теперь вместе с Citroën Jumpy, Peugeot Expert и Fiat Scudo на общем заводе Sevel Nord в северной Франции изготавливается и аналогичная Toyota ProAce. Toyota ProAce поступила в продажу во втором квартале 2013 года и предлагается в двух версиях — грузовой с кузовом фургон и пассажирской, вместимостью до шести человек, с двумя вариантами длины и высоты крыши. Объем пространства в зависимости от модификации составляет 5, 6 или 7 кубических метров. Грузоподъемность Toyota ProAce равна 1200 кг, а погрузка может осуществляться через боковые или задние двери.
Автомобиль оснащается турбодизелями объёмом 1,6 и 2,0 литра, развивающими 89-161 л. с.

## Второе поколение

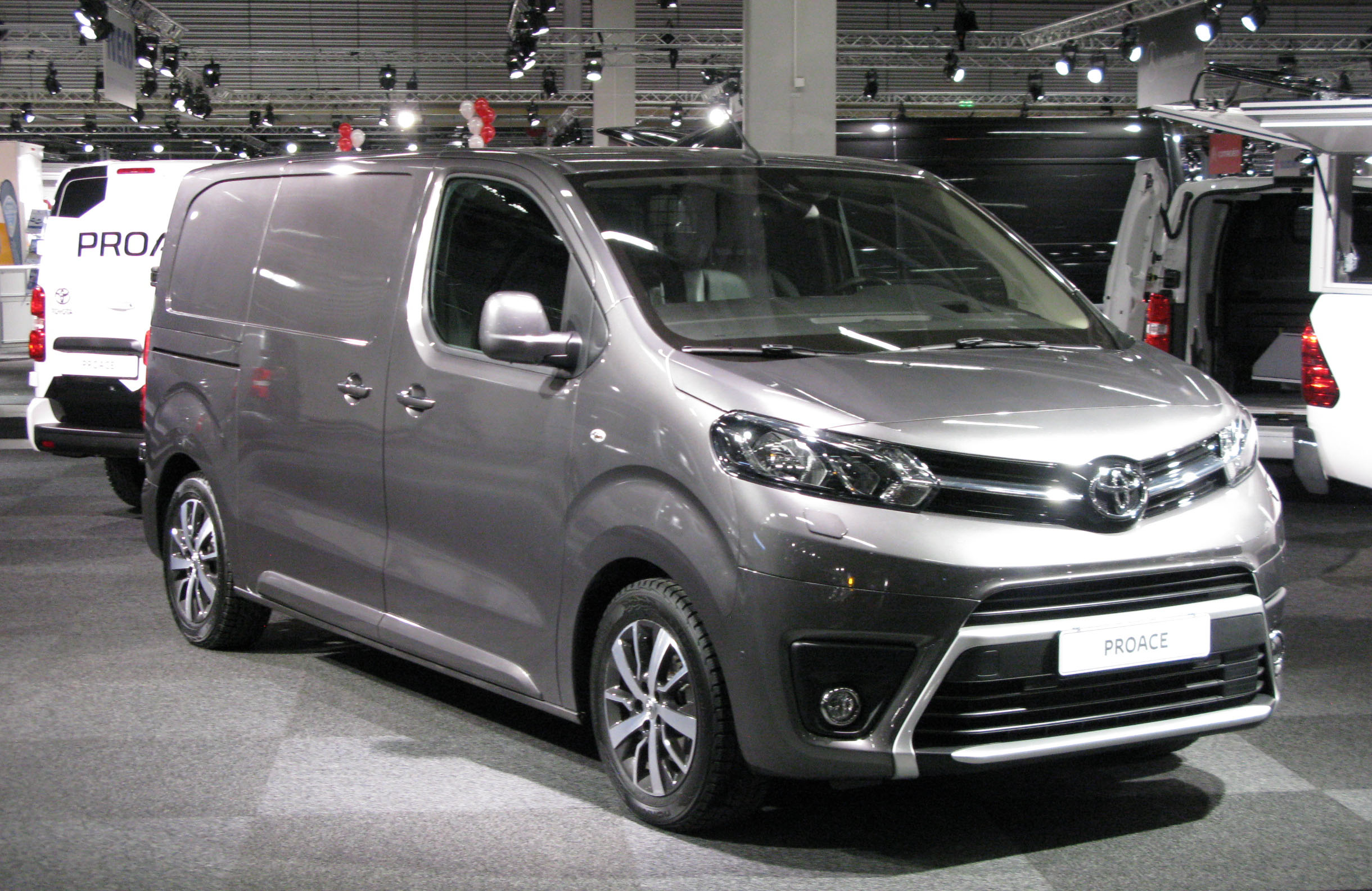
Toyota Proace Второе поколение (с 2016 — н.в.)

Вся разработка была осуществлена под названием проекта KZéro. У Peugeot эта модель называется Traveller, у Citroën — Spacetourer. Модель была представлена в городе Бирмингем на Commercial мотор-шоу в марте 2016 года. Автомобиль является копией моделей Citroen Jumpy и Peugeot Expert. Машина оснащается турбодизелями объёмами 1,6 литра и 2,0 литра (95—180 л. с.) в сочетании с механической, роботизированной или автоматической коробками передач.

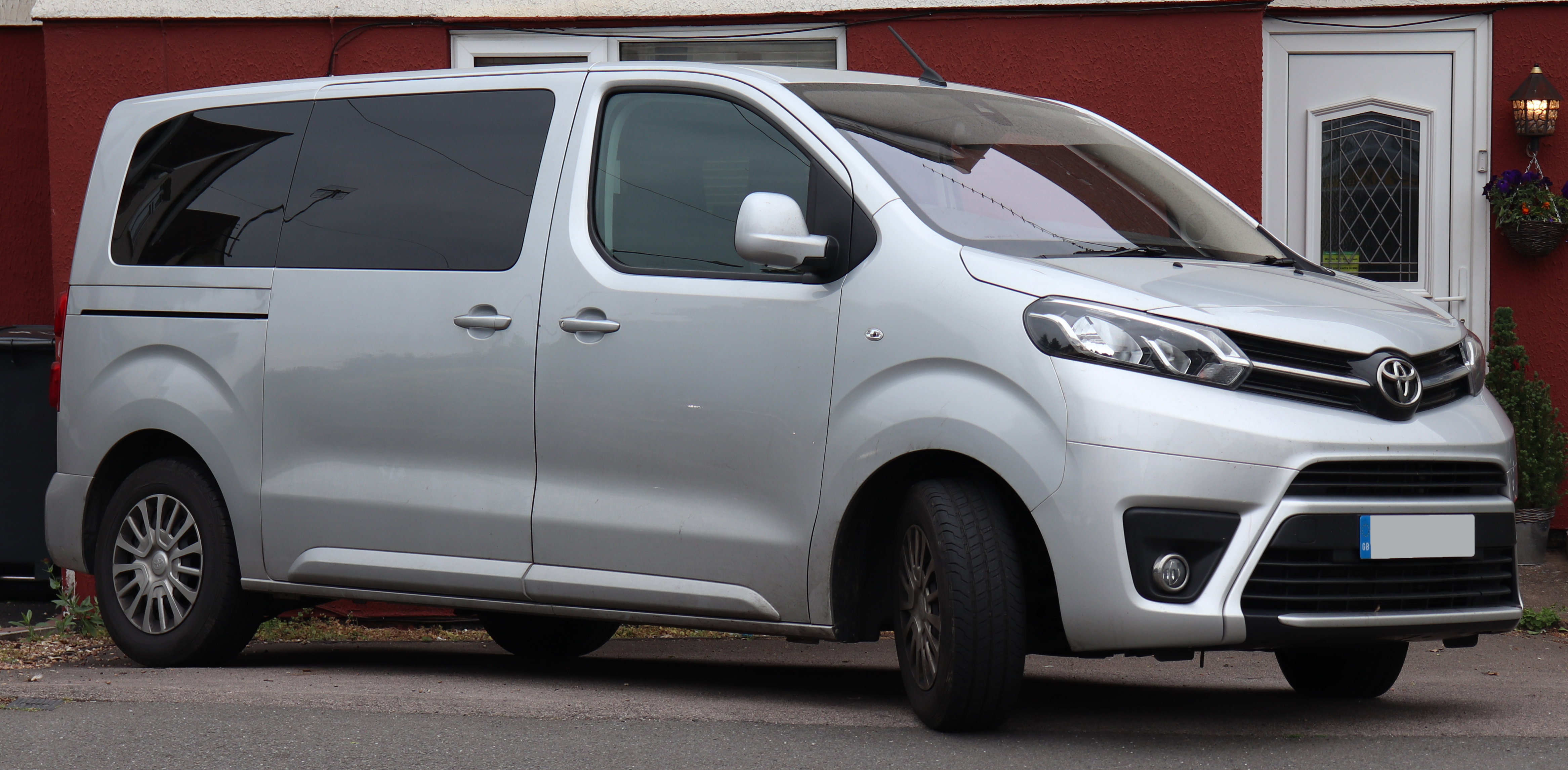
Toyota Proace Verso Микроавтобус (10 мест)